# Станково
Станково је насељено место у саставу града Јастребарског у Загребачкој жупанији, Хрватска. До територијалне реорганизације у Хрватској налазило се у саставу бивше велике општине Јастребарско.

## Становништво
На попису становништва 2011. године, Станково је имало 370 становника.

## Попис1991.
На попису становништва 1991. године, насељено место Станково је имало 402 становника, следећег националног састава:
| Попис 1991.‍  | Попис 1991.‍  | Попис 1991.‍ | Попис 1991.‍ | Попис 1991.‍ |
| ------------ | ------------ | ----------- | ----------- | ----------- |
|              |              |             |             |             |
| Хрвати       | Хрвати       |             | 396         | 98,50%      |
| Црногорци    | Црногорци    |             | 2           | 0,49%       |
| Југословени  | Југословени  |             | 1           | 0,24%       |
| Срби         | Срби         |             | 1           | 0,24%       |
| неопредељени | неопредељени |             | 1           | 0,24%       |
| непознато    | непознато    |             | 1           | 0,24%       |
| укупно: 402  |              |             |             |             |